# Nora Ventosa i Rull
Nora Ventosa i Rull (Barcelona, 1963) és una científica catalana. És enginyera química per l'Institut Químic de Sarrià. Va obtenir el doctorat en materials moleculars funcionals per la Universitat Ramon Llull. Treballa com a investigadora permanent a l'Institut de Ciència dels Materials de Barcelona (ICMAB) del CSIC i ha sigut investigadora principal en diversos projectes de recerca.
La seva àrea de recerca és la química verda, els materials tous i la nanobioquímica.Investiga, desenvolupa i aplica noves metodologies, basades en fluids comprimits, per tal de tenir el control de l'autoassemblatge molecular en solució. Centra el seu treball de recerca en materials particulats tous per al lliurament de fàrmacs. Ha fet estades a l’empresa Colas Bewoid i a la Universitat de Keele, al Regne Unit.
És membre de l'Institut d'Estudis Catalans. El juny de 2021 va impartir el seu discurs de recepció com a membre numerària de la Secció de Ciències i Tecnologia de l’Institut d’Estudis Catalans (IEC). El discurs es titulà Química supramolecular i nanomedicina: recerca i innovació.
És presidenta de l'associació Tecnio, constituïda per totes les universitats i centres d'investigació de Catalunya que tenen grups que han rebut la distinció Tecnio per part de l'agència ACCIÓ de la Generalitat de Catalunya. A més, és soci-fundadora de la spin-off Nanomol Technologies.
Des de novembre de 2023 és membre del Consell per a la Recerca i la Innovació de Catalunya. El 2024 el seu equip va desenvolupar una nova teràpia basada en la nanotecnologia, pel tractament de la Malaltia de Fabry, aconseguint una solució terapèutica amb eficàcia en estudis preclínics.